# Ständige Erreichbarkeit im Beruf
Ständige Erreichbarkeit im Beruf meint, dass Arbeitnehmer auch nach offiziellem Ende ihrer Dienstzeit für den Arbeitgeber, Kollegen bzw. Kunden hinsichtlich dienstlicher Belange und mittels moderner Informations- und Kommunikationsmittel erreichbar sind.

## Definition
Es existieren unterschiedliche Begriffe, die das Phänomen der ständigen Erreichbarkeit im Beruf beschreiben. Trinczek bezeichnet es als „Verfügbarkeit für arbeitsbezogene Belange auch jenseits der Arbeitszeit“, für Pfeifer ist es „ununterbrochene Erreichbarkeit“, Turkle nennt es „permanente Kontaktbereitschaft“, Dettmers und Bamberg sprechen von „erweiterte Verfügbarkeit“ und Pangert und Schüpbach bezeichnen es als „permanente Verfügbarkeit“. Tendenziell scheint sich der Begriff der erweiterten Erreichbarkeit (zurückzuführen auf: „arbeitsbezogene erweiterter Erreichbarkeit“ nach Menz) durchzusetzen. Strobel konstatiert, dass dieser Begriff mit aktuellen Realitäten im Berufsleben am ehesten in Einklang zu bringen ist, da dieser fehlgeleitete Assoziationen vermeide, die permanente Erreichbarkeiten im Sinne von 24 Stunden täglich und jeden Tag des Jahres suggeriere. Zwar wachsen die Zeiten der Erreichbarkeit von Beschäftigten kontinuierlich, dennoch sind weniger Beschäftigte immer und überall erreichbar, als dies die öffentliche Debatte nahelegt.
Von ungeregelten Formen der Verfügbarkeit wird gesprochen, wenn Beschäftigte nicht durch vertragliche oder tarifliche Regelungen zur Erreichbarkeit verpflichtet sind, sondern durch Betriebskultur oder aus eigenem Antrieb jenseits geregelter Arbeitszeiten, an Wochenenden oder im Urlaub erreichbar sind.

## Grundannahmen

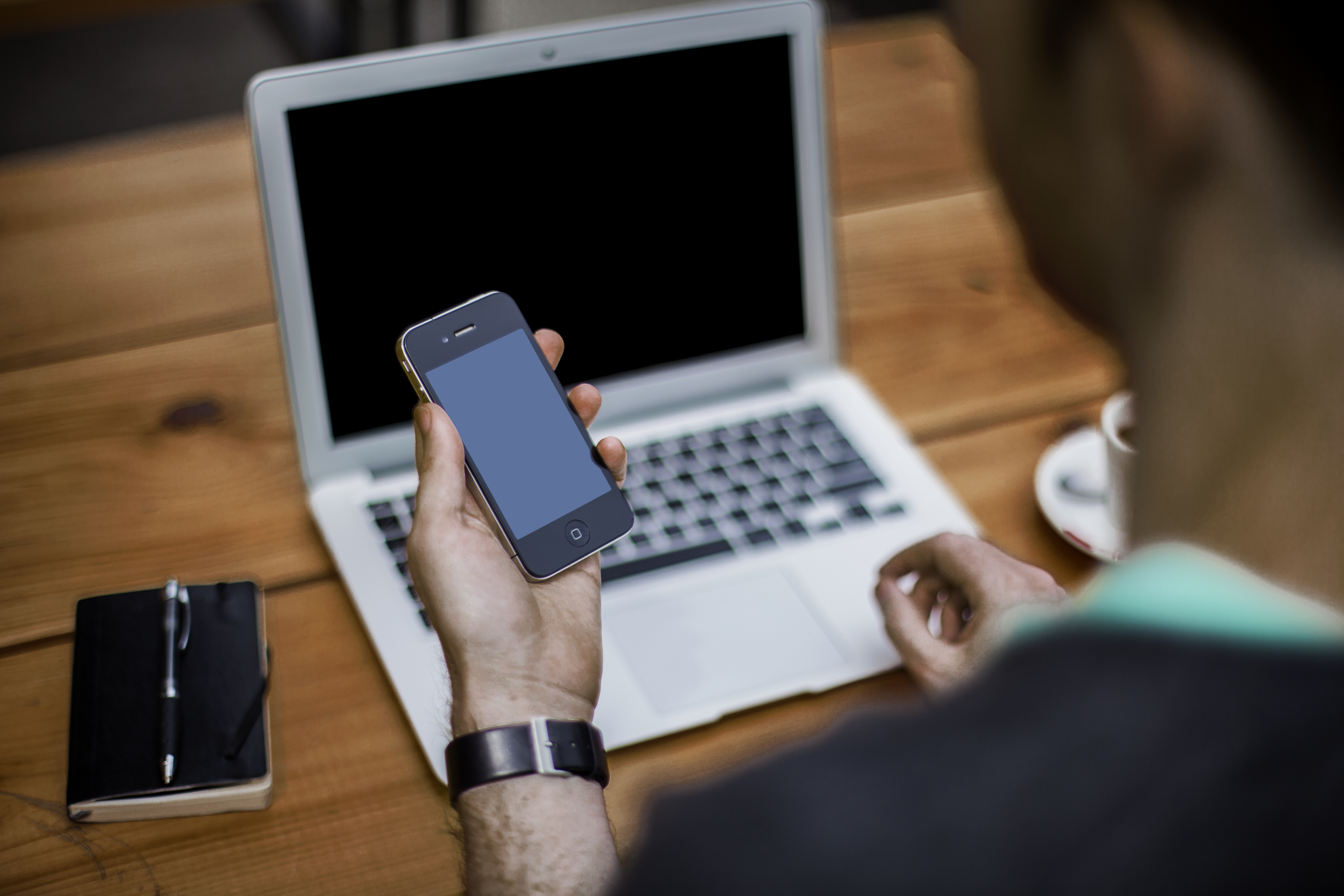
Mobile Endgeräte als Katalysator für erweiterte Erreichbarkeit

Als Voraussetzung der erweiterten berufsbezogenen Erreichbarkeit sind einerseits die rasanten Entwicklungen moderner Informations- und Kommunikationsmittel und deren technischen Dienste, andererseits generelle Veränderungen der Arbeitswelt zu betrachten. Mobile Endgeräte insbesondere Smartphones werden häufig im Zusammenhang mit erweiterter berufsbezogener Erreichbarkeit genannt. Im Kontext der sich stetig verändernden Arbeitswelt tragen vorwiegend Flexibilisierungsmodelle der Arbeitszeit zur Erweiterung der Erreichbarkeit bei.

### Kommunikationstechnik
Technische Dienste wie Telefonie, SMS, E-Mails, Voice over IP-Dienste wie Skype und Zoom oder Messanger-Dienste wie Whatsapp, Signal, Telegram oder auch soziale Netzwerke (Facebook, Twitter, Instagram, TikTok o. ä.) ermöglichen erst eine Kontaktaufnahme abseits physischer Anwesenheiten zweier oder mehrerer Kommunikationspartner.

### Veränderungen der Arbeitswelt
Spätestens seit den 1990er-Jahren ist der Trend zu beobachten, wonach Arbeitsverhältnisse mit zeitlichen und räumlichen Regulierungen immer weiter aufbrechen. Dieser Wandel vollzieht sich als Folge der Globalisierung, Beschleunigung, Flexibilisierung aber auch veränderten Präferenzen von Arbeitnehmern. Arbeitszeitmodelle reichen von Gleitzeit über Arbeitszeitkonten bis Vertrauensarbeitszeit wie etwa Telearbeit. Konventionelle Arbeitszeiten eignen sich etwa dann nicht, wenn international agierende Unternehmen Kunden oder Kontakte in anderweitigen Zeitzonen erreichen wollen oder Kooperationen eingegangen werden. Auch Organisationsstrukturen öffnen sich ob verkürzter Produktionszyklen und steigendem Marktdruck immer häufiger hin zu ergebnisorientierten Arbeiten, etwa Projektarbeiten, die selbstgesteuerte Arbeitszeiten erfordern.

## Problematik und Chancen
In arbeits- und organisationspsychologischen sowie arbeitsrechtlichen Überlegungen werden Auswirkungen und Umgang der erweiterten berufsbezogenen Erreichbarkeit besprochen. Die meisten Darstellungen thematisieren einen Konflikt zwischen Rechten und Pflichten von Arbeitnehmern. Ungeregelte Kontaktaufnahmen dienstlicher Belange außerhalb vereinbarter Dienstzeiten werden im Kontext der Vereinbarkeit von Arbeit und Privatleben (Work-Life-Balance) häufig mit negativen Folgen auf Befindlichkeit und Gesundheit der betroffenen Arbeitnehmer beschrieben.
Arbeiten, die nach Zielvereinbarungen stattfinden, benötigen ein hohes Maß an Eigenverantwortung und Organisation. Erbrachte Arbeitszeiten haben in derartigen Verhältnissen keinen Einfluss auf die Vergütung von Dienstnehmern und verlieren so an Bedeutung. Gesteigerte Verantwortung führt dazu, dass Arbeitnehmer ihre Arbeit oftmals in ihre Freizeit mitnehmen. Potenziert wird dieser Effekt mitunter durch erfolgsabhängige Prämien oder Bonuszahlungen. Eine permanente Erreichbarkeit im Privaten lässt auch hinsichtlich beruflicher Belange die Erwartung entstehen, grundsätzlich erreichbar zu sein und beispielsweise E-Mails zeitnah zur Kenntnis zu nehmen oder zu beantworten.
Flexible Arbeitszeiten ermöglichen andererseits die Freiheiten wie private Termine zu klassischen Bürozeiten, verbesserte Kinderbetreuung oder freie Arbeitsplatzwahl.

### Ständige Erreichbarkeit als Arbeitsmerkmal
Im Zusammenhang mit erweiterter berufsbezogener Erreichbarkeit werden besonders zwei psychologische Modelle bemüht, um mögliche Auswirkungen auf das Wohlergehen von Arbeitnehmern besser einzuschätzen. Karaseks Job-Demand-Control-Modell unterscheidet Arbeitsmerkmale in beanspruchende Arbeitsanforderungen und unterstützende Arbeitsressourcen bzw. Handlungsspielräume. Das Effort-Recovery-Modell von Meijman und Mulder bespricht die Neutralisierung von Gesundheitsrisiken durch ausreichende Erholung nach Arbeitsbelastungen. Gemein ist beiden Modellen, dass ständige Erreichbarkeit als Arbeitsmerkmal nicht eindeutig klassifizierbar scheint und hinsichtlich eines gesundheitlichen Wohlergehens für Arbeitnehmer ambivalent, bzw. individuell betrachtet werden muss. Gemäß dem Job-Demand-Control-Modell stellt erweiterte Erreichbarkeit sowohl eine Arbeitsanforderung dar, indem diese Arbeitnehmer über reguläre Arbeitszeiten hinaus beruflich beansprucht, ebenso aber eine Ressource darstelle, da erweiterte Erreichbarkeit dabei hilft Arbeits- oder Karriereziele zu erreichen. Nach dem Effort-Recovery-Modell erweitert sich einerseits ein Beanspruchungszeitraum, den es mit ausreichenden Erholungsmöglichkeiten und damit verbundener Nicht-Erreichbarkeit entgegenzuwirken gelte, andererseits vermindern erweiterte Erreichbarkeiten andere Arbeitsbelastungen wie beispielsweise Arbeitszeiten im Büro. Maier schreibt dazu, dass die Wirkrichtung der erweiterten Erreichbarkeit maßgeblich davon abhängt, inwieweit es Arbeitnehmer selbst in der Hand hätten, ob- und in welchem Ausmaß erweiterte berufsbezogene Erreichbarkeit zugelassen wird, oder ob diese darauf keinen Einfluss haben.

### Gesundheitliche Folgen ständiger Erreichbarkeit
Speziell die Arbeits- und Organisationspsychologie interessiert sich schwerpunktmäßig für gesundheitliche Risiken, die mit erweiterter Erreichbarkeit einhergehen. Ständige Erreichbarkeit gilt dabei als neue Belastungsform im Arbeitsleben. Mögliche Auswirkungen auf die Gesundheit von ständig erreichbaren Beschäftigten besprechen die Arbeiten von Dettmers, Paridon, Menz sowie der iga-Report. Erweiterte Erreichbarkeit wird in Hinblick auf gesundheitliche Folgen ambivalent bewertet. Negative Folgen für die Gesundheit können sich aus einer Verkürzung oder Unterbrechung der Ruhe- und Erholungszeiten ergeben. Ständige Erreichbarkeit wird mit psychischen Belastungen wie Stress und Unruhe aber auch physischen Beschwerden wie Rücken- und Magenschmerzen oder Tinnitus in Verbindung gebracht. Der DAK-Gesundheitsbericht bescheinigt, dass sich das Risiko an Depression zu erkranken mit zunehmendem Ausmaß erweiterter berufsbezogener Erreichbarkeit erhöht. Während der Anteil jener Beschäftigten mit Depressionserscheinungen, die in ihrer Freizeit kaum bis gar nicht erreichbar sind, bei 11,3 % liegt, verdoppelt sich der Wert bei Beschäftigten, die in hohem Maße erreichbar sind auf 24 %.
Es mangelt an belastbaren Studienergebnissen, die ständige Erreichbarkeit als Ursache psychischer und physischer Belastungen identifizieren. Befragungen, die der iga-Report 2013 zusammenfasst, fragen lediglich subjektiv empfundene Auswirkungen von ständiger Erreichbarkeit ab. Demnach wird „Stress“ als häufigste, negative Begleiterscheinung erweiterter Erreichbarkeit genannt. Als schwer einzuordnendes Phänomen wird zudem ein innerer „Stand-by-Modus“ genannt; eine Art Bereitschaft, die die Aufhebung der Grenzen zwischen Arbeit und Privatleben bedeutet.

### Chancen durch erweiterte Erreichbarkeit
Gegenüber den gesundheitlichen Risiken stehen auch positive Folgen der erweiterten Erreichbarkeit. Erweiterte Erreichbarkeit stellt nicht nur eine Belastung, sondern ebenfalls eine Entlastungsmöglichkeit für Beschäftigte dar. Vorrangig die Nutzung von Flexibilitäts- und Mobilitätsgewinnen zur besseren Erholung. Durch erweiterte Erreichbarkeit könnten etwa Bereitschaftszeiten, Nachtschichten und Feiertagsarbeit reduziert werden. Eine Alltagsgestaltung kann flexibler gestaltet-, Arbeitswege reduziert werden. Insgesamt sei die Vereinbarkeit von Beruf und Privatleben durch die gewonnene, höhere Zeitsouveränität besser gegeben. Hinsichtlich der sich aus verbesserten Kommunikationsmöglichkeiten ergebenden Karrierechancen kann die flexiblere Möglichkeit der Unterstützung durch Kollegen und Vorgesetzte als entlastend wahrgenommen werden. Hinweise gibt es zudem auf Identitäts- und Statusgewinne, die mit erweiterter berufsbezogener Erreichbarkeit einhergehen, da besonders Betroffene häufig auch mit interessanten Aufgaben betreut seien und daraus resultierendes Prestige genießen.

## Umfang und Verbreitung ständiger berufsbezogener Erreichbarkeit
Studien, die ständige Erreichbarkeit im Beruf untersuchen, unterscheiden häufig nicht zwischen nur potenzieller oder tatsächlicher Interaktion zwischen Arbeitnehmern und Vorgesetzten, Kollegen und Kunden. Hervorzuheben ist jene Studie der DAK-Gesundheit, die 2013 im Zuge des jährlichen Gesundheitsreports differenzierte, ob Beschäftigte nur prinzipiell erreichbar wären oder ob von dieser Erreichbarkeit auch Gebrauch gemacht würde.
Die größte Befragung zum Thema wird zyklisch (alle fünf Jahre) von der European Foundation for the Improvement of Living and Working Conditions (Eurofound) durchgeführt. 2015 wurden dabei 35 765 persönliche Interviews in 35 verschiedenen Ländern geführt. Demnach arbeiteten 3 % der Befragten täglich, 7 % mehrmals pro Woche und 13 % mehrmals pro Monat in den vergangenen zwölf Monaten in ihrer Freizeit. Arbeit in eigentlicher Freizeit lässt aber nur bedingt auf unregulierte berufsbezogene Erreichbarkeit schließen. Konkrete Daten zur Erreichbarkeit von Arbeitnehmern gibt die Befragung von 2005. Dabei wurden 22 836 Interviews in 31 Ländern vorgenommen. 18 % der Befragten gaben dabei an, in den vergangenen zwölf Monaten außerhalb der regulären Arbeitszeiten manchmal kontaktiert zu werden, 21 % gaben an oft kontaktiert zu werden.

### Deutschland
Telefonische Kontaktaufnahme:
Die Beschäftigtenbefragung der DAK-Gesundheit ergab, dass 51,7 Prozent der Arbeitnehmer nie oder fast nie von Kollegen oder Vorgesetzten außerhalb der Arbeitszeit angerufen würden, obwohl eine grundsätzliche Kontaktmöglichkeit (d. h. die Dienstnehmer gaben ihre privaten, telefonischen Kontaktdaten an Arbeitsgeben, Kollegen und Kunden weiter) in 87,3 % aller Fälle gegeben wäre. Dem gegenüber stehen 15,4 %, die mindestens einmal wöchentlich sowie 6,8 %, die mehrmals wöchentlich außerhalb der Arbeitszeit von Kollegen oder Vorgesetzten telefonisch kontaktiert würden.
Seitens jener 48,3 % der Dienstnehmer, die in ihrer Freizeit aus beruflichen Gründen telefonisch kontaktiert würden, gaben 32,9 % an, gelegentlich, aber seltener als einmal pro Woche; 6,6 % zumindest einmal pro Woche; 6,8 % mehrmals die Woche und 2 % täglich kontaktiert zu werden.
Schriftliche Kontaktaufnahme:
Gemäß dem DAK-Gesundheitsbericht gab ein Viertel aller Befragten an, nie oder fast nie berufliche E-Mails zu erhalten, bzw. auch über keine dienstliche E-Mail Adresse zu verfügen. Die verbliebenen 75 % gaben zu 42,2 % an, selten bis nie; zu 7,5 % seltener als einmal pro Woche; zu 4,7 % etwa einmal pro Woche, zu 9 % mehrmals pro Woche und zu 11,7 % täglich mittels E-Mails kontaktiert zu werden.
Erreichbarkeit im Urlaub:
Tendenziell steigern sich Zeiten der Erreichbarkeit von Dienstnehmern auch im Urlaub. Ergebnisse einer repräsentativen Befragungen des Digitalverbands Bitkom bescheinigen eine grundsätzliche Erreichbarkeit für dienstliche Belange im Urlaub zu 72 % im Jahr 2021. Im Vergleich: 2020 gaben noch 70 % aller Befragten an im Urlaub grundsätzlich erreichbar zu sein. Besonders via Kurznachrichten und Messenger (70 %), telefonisch (60 %) aber auch E-Mail (31 %) scheint die Erreichbarkeit gegeben.

### Österreich
Eine Onlinebefragung des Portals karriere.at zur Erreichbarkeit im Job ergab, dass ca. 75 % aller befragten Arbeitnehmer auch außerhalb geregelter Arbeitszeiten erreichbar sind, davon 37 % jederzeit. Eine Befragung des Instituts für Soziologie der Universität Wien unter 500 Personen, die im Zuge der COVID-19-Pandemie ab April 2020 ins Home-Office wechselten, brachte Ergebnisse, wonach 41 % aller Beschäftigten außerhalb vereinbarter Arbeitszeiten bzw. davor üblich geltender Bürozeiten tatsächlich regelmäßig berufsbezogen kontaktiert wurden. Ein gleicher Prozentsatz gab an, dass er sich zur Erreichbarkeit außerhalb der Arbeitszeit verpflichtet fühle.
Erreichbarkeit im Urlaub:
Einer im Mai 2021 durchgeführten Studie des Instituts für empirische Sozialforschung zufolge gab je ca. ein Drittel aller Befragten an „immer,“ „in Ausnahmefällen“ oder „nicht“ für berufliche Zwecke telefonisch erreichbar zu sein. Zusätzlich wurde die Erreichbarkeit nach Einkommen differenziert. Dabei wurde ermittelt, dass ständige Erreichbarkeit bei niedrigeren Nettoeinkommen häufiger gegeben war als bei höheren. Während 36 % aller Befragten mit einem Nettoeinkommen bis 1500 € angaben für berufliche Zwecke ständig erreichbar zu sein, sank dieser Prozentsatz auf 27 % aller Befragten mit einem Nettoeinkommen bis 2000 € und stieg erst ab einem Nettoeinkommen über 2000 € wieder auf 33 %.

## Erreichbarkeitsindex

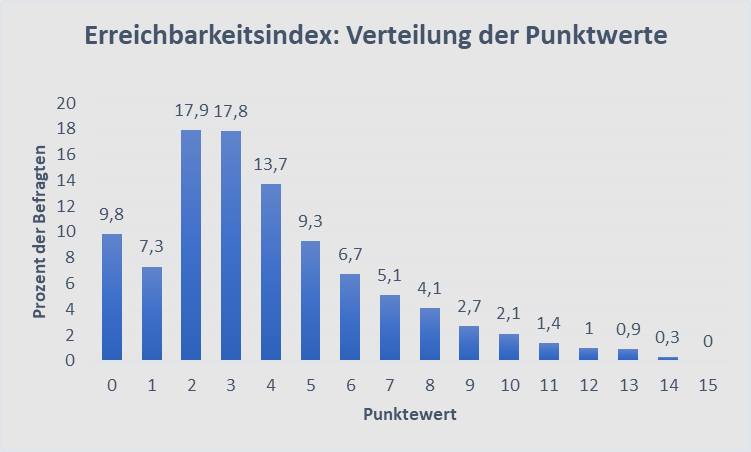
Umfassende Erreichbarkeit (alle Medien) von Arbeitnehmern außerhalb der Arbeitszeit

Ein Instrument, das u. a. weitere Analysen hinsichtlich gesundheitlicher Folgen der ständigen Erreichbarkeit ermöglicht, ist der Erreichbarkeitsindex des DAK-Gesundheitsreports. Während Einzelaspekte (Erreichbarkeit per E-Mail, per Telefon, im Urlaub) riskieren die Erreichbarkeit von Dienstnehmern zu unterschätzen, bildet der Index das Ausmaß der Erreichbarkeit außerhalb von Arbeitszeiten umfassend ab.
Höhere Punktewerte binnen der fünfzehnstelligen Skala bedeuten ein größeres Ausmaß an tatsächlicher Erreichbarkeit der Befragten. Werte, die in den Index eingehen, ergeben sich aus den Fragen:
- Wie häufig lesen Sie außerhalb der Arbeitszeit dienstliche E-Mails? (0-4 Punkte möglich)
- Warum lesen Sie außerhalb der Arbeitszeit dienstliche E-Mails? (0-3 Punkte möglich)
- Sind Sie außerhalb der Arbeitszeit für Ihren Vorgesetzten oder für Ihre Kollegen telefonisch erreichbar? (0-2 Punkte möglich)
- Falls Ja: Wie häufig machen Kollegen oder Vorgesetzte davon Gebrauch? (0-4 Punkte möglich)
- Sind Sie im Urlaub für Ihren Vorgesetzten oder für Ihre Kollegen erreichbar? (0-2 Punkte möglich)[19]

Zwei Drittel aller Befragten Dienstnehmer weisen einen niedrigeren Wert als 5 Punkte auf und sind damit außerhalb regulärer Arbeitszeiten nur geringfügig erreichbar. Etwas mehr als ein Sechstel aller Befragten erreichen ein Scoring mit 6 oder mehr Punkten, davon die Mehrheit im Scoring zwischen 6 und 8 Punkten und sind damit in mittlerem bis höherem Ausmaß erreichbar. Ein hohes oder sehr hohes Maß an Erreichbarkeit (Scoring 8 Punkte oder höher) wird bei weniger als einem Zehntel aller Befragten ermittelt.
Auch die Indizes des DAK-Gesundheitsreports zeigen, dass Beschäftigte mehrheitlich eher nicht einer erhöhten berufsbezogenen Erreichbarkeit während Freizeiten ausgesetzt sind.

## Belastungsempfinden von Arbeitnehmern
Inwieweit gesundheitliche Konsequenzen durch ständige Erreichbarkeit zu erwarten sind, hängt davon ab, als wie belastend diese empfunden wird, bzw. inwieweit Arbeitnehmer selbst darüber entscheiden können erreichbar zu sein. Internationale Studien zeigen einen Zusammenhang zwischen erweiterter berufsbezogener Erreichbarkeit und Stress sowie Depression. Es kann jedoch kein Schluss gezogen werden, dass ständige Erreichbarkeit ursächlich ausschlaggebend für negative gesundheitliche Folgen ist. Denkbar scheint, dass erweiterte berufsbedingte Erreichbarkeit mit anderen Stressoren der Arbeitsorganisation einhergehen, etwa hoher Arbeitsmenge oder Zeitdruck. Festgehalten werden kann, dass die Befindlichkeit jener Arbeitnehmer, die häufig außerhalb regulärer Arbeitszeiten für berufliche Zwecke kontaktiert werden, eher negativ beeinträchtigt ist als bei solchen, die davon nicht betroffen sind. Studien zur Rufbereitschaft etwa zeigen, dass die Befindlichkeit von Beschäftigten an Tagen ohne Rufbereitschaft signifikant besser ist als an Tagen mit Rufbereitschaft, selbst wenn während der Rufbereitschaft kein Arbeitseinsatz erfolgte. Für Maier steht fest, dass allein potenzielle Erreichbarkeit negativ auf das Befinden von Arbeitnehmern wirkt.
Der DAK-Gesundheitsreport 2013 bescheinigt jedenfalls, dass die wahrgenommene Belastung von Beschäftigten durch telefonische Kontaktaufnahme zu Arbeitszwecken als stärker empfunden wird, als jene der schriftlichen (E-Mail). Hinsichtlich subjektiv empfundener Belastung gaben 5,7 % aller Befragten an „erheblich“ durch berufsbezogene telefonische Kontaktaufnahme während ihrer Freizeit belastet zu werden; 45,7 % „etwas“ belastet zu werden und 48,6 % „gar nicht“ belastet zu werden. Diese Angaben veränderten sich je Häufigkeit der beruflichen Kontaktaufnahme. Während 2,3 % jener Befragten, die selten bis höchstens einmal pro Woche dahingehend kontaktiert würden, angaben „erheblich“ belastet zu werden und 46 % angaben „etwas“ belastet zu werden, gaben 11,5 % aller Befragten, die viermal oder häufiger pro Woche dahingehend kontaktiert würden, an „erheblich“ belastet zu werden, bzw. 51,9 % „etwas“ belastet zu werden.

## Erreichbarkeit als Risikofaktor für psychische Erkrankungen
Um einen möglichen Zusammenhang zwischen ständiger Erreichbarkeit und der Gefahr einer Psychischen Störung zu prüfen, wurde den Befragten des DAK-Gesundheitsreports (Siehe auch: Erreichbarkeitsindex) ebenfalls das Screening-Instrument PHQ-2 vorgelegt, das mit 2 Fragen auf major Depression screent. Gemäß dem PHQ-2 Screening liegt bei 13,6 Prozent aller Befragten eine Depression vor. Allerdings zeigt sich, dass schon Beschäftigte mit nur mittlerem Maß an Erreichbarkeit außerhalb der Arbeitszeit häufiger von einer Depression betroffen sind als wenig oder kaum erreichbare Kollegen (16,7 % zu 12,1 % zu 11,4 %). Bei Arbeitnehmer, die ein hohes oder sogar sehr hohes Maß an Erreichbarkeit aufweisen (ca. 8 % aller Befragten), steigt dieser Wert auf 24 %.
Der DAK-Gesundheitsreport spricht hierbei von einem doppelten Fazit: Zwar sei ständige Erreichbarkeit von Arbeitnehmern sehr viel seltener, als dies Medienberichte nahelegen, andererseits reiche schon ein mittleres Ausmaß an Erreichbarkeit außerhalb der Arbeitszeit aus, um das Risiko, eine psychische Erkrankung zu erleiden, zu erhöhen.

## Besonders betroffene Beschäftigungsgruppen
Erweiterte Erreichbarkeit ist bei Arbeiten, in denen die Arbeitszeiten stark flexibilisiert wurden, weiter verbreitet. Dies betrifft damit vorrangig Dienstleistungen, insbesondere Büroarbeiten. Auch Arbeitnehmer mit häufigem Kundenkontakt sind eher von erweiterter Erreichbarkeit betroffen als andere Beschäftigte. Generell ist erweiterte Erreichbarkeit in den Branchen Information und Kommunikation, Erziehung und Unterricht, im Gastgewerbe, in der Verkehrs- und Transportbranche sowie bei den Berufsgruppen Lehrer, IT-Fachleute und Fachkräfte im Pflegebereich besonders ausgeprägt. Strobel berichtet von einer erhöhten Erreichbarkeit bei Spezialisten wie IT-Experten, Technikern und Außendienstmitarbeitern. Bei bestimmten Branchen wie der Medienbranche, bei Vertreterberufen oder im Wissenschaftsbetrieb sind erweiterte Erreichbarkeiten seit jeher weit verbreitet. Der iga-Report verweist zudem darauf, dass Führungskräfte deutlich häufiger von ständiger Erreichbarkeit betroffen sind und diese auch als belastender empfinden.
Eine Befragung unter 1 972 Berufstätigen in Deutschland aus dem Jahr 2013 untersuchte die Erwartungshaltung seitens Unternehmen oder Arbeitgeber hinsichtlich dienstlicher Erreichbarkeit der Arbeitnehmer. Den Ergebnissen zu entnehmen ist, dass von selbstständig und freiberuflich Tätigen, Vollzeitkräften und Personen mit Führungsverantwortung häufiger erwartet wird, erweitert erreichbar zu sein. Auch hinsichtlich unterschiedlicher Berufsgruppen gibt diese Studie Auskunft über das jeweilige Ausmaß von erweiterter Erreichbarkeit. Berufsgruppen wurden dabei gemäß der Klassifizierung von Berufen nach der Bundesagentur für Arbeit unterteilt. Auf die Frage, ob „bei meiner Tätigkeit erwartet wird, dass ich auch in meinem Privatleben für dienstliche Angelegenheiten erreichbar bin“ gaben 48 % aller Befragten, die in Sozial-, Erziehungs- und Gesundheitsberufen tätig waren, an, dass dies „teilweise“, „ziemlich“ oder „völlig“ zutreffe. Bei Befragten der Gruppe der Fertigungsberufe verminderte sich dieser Prozentsatz auf 38 %, bei Dienstleistungsberufen auf 32 % und bei sonstigen Arbeitskräften auf 29 %. Anzumerken ist hierbei, dass die Gruppe der Dienstleistungsberufe als sehr heterogen zu beschreiben ist und von Kaufleuten über Künstler oder Lehrer bis hin zu Reinigungsberufen reicht.

## Arbeitsrechtliche Vorgaben
Gemäß den Vorschriften zum Schutz der Arbeitnehmer im deutschen Arbeitszeitgesetz (ArbZG) kann die Erreichbarkeit nach Feierabend als Rufbereitschaft klassifiziert werden. Wird diese Erreichbarkeit in Anspruch genommen, müsste diese als normale Arbeitszeit gewertet und damit abgegolten werden. Erweiterte Erreichbarkeit steht besonders in Konflikt mit einer vorgeschriebenen Ruhezeit von mindestens elf Stunden und dem Beschäftigungsverbot an Sonn- und Feiertagen, die streng genommen nicht von beruflichen Anrufen oder Mails unterbrochen werden dürfen. Bei geringfügigen Beanspruchungen des Arbeitnehmers durch die Nutzung der Erreichbarkeit seitens Dienstgeber wird üblicherweise über diesen Umstand hinweggesehen, können Erreichbarkeiten außerhalb der Regelarbeitszeit doch ebenso eine günstigere, weil flexiblere Arbeitszeitgestaltung für Dienstnehmer bedeuten. Betroffene in leitender Funktion sind zudem durch §18 Abs. 1 des ArbZG von genannten Beschränkungen ausgenommen. Die Neue Juristische Wochenschrift schlussfolgert daher, dass die Erreichbarkeit nach Dienstschluss vorzugsweise vertraglich geregelt werden solle.

## Umgang mit ständiger Erreichbarkeit
Im Rahmen einer Kurzumfrage der Deutschen Gesellschaft für Personalführung an der 279 Personalmanager teilnahmen, wurde ermittelt, dass 35 % der Befragten bevorzugen, den Umgang mit der ständigen Erreichbarkeit den Mitarbeitern eigenverantwortlich zu überlassen. Ein etwa gleicher Anteil (34 %) sprach sich für betriebliche Maßnahmen aus und weitere 16 % wollten individuelle Absprachen mit Vorgesetzten. 9 % wollten eine gesetzliche Regelung und 1 % eine Regelung auf der tariflichen Ebene. Auch die Bundesvereinigung der deutschen Arbeitgeberverbände plädiert für Eigenverantwortlichkeit: So sei kein Arbeitnehmer verpflichtet, mehr zu leisten, als er vertraglich schuldet, jedoch gelte im Umkehrschluss auch, dass Engagement und Leistungsbereitschaft nicht zwangsweise eingeschränkt werden sollte.
Im iga-Report befragte Experten attestieren jedenfalls einen klaren Handlungsbedarf für Unternehmen hinsichtlich ständiger Erreichbarkeit, sei doch erkennbar, dass erweiterte Erreichbarkeiten nicht mehr abgeschafft werden könnte. Einigkeit besteht aber auch darin, dass es keine einheitliche Strategie gäbe, die geeignete Maßnahmen für unterschiedliche Betriebe und deren Mitarbeiter pauschal regulieren kann. Einen guten Umgang mit erweiterter Erreichbarkeit schaffen, bedeute Sensibilisierung für das Thema schaffen und eine geeignete Unternehmenskultur installieren. Seitens der Unternehmen bieten sich verbindliche Vereinbarungen an, wobei die Mehrzahl befragter Experten „von oben“ festgelegte Detaillösungen nicht befürworten. Durch Unternehmensbefragungen weitgehend als praktikabel geltende Organisation zur Erreichbarkeit sei eine Ausgestaltung auf Abteilungs- oder Teamebene. Sind bedarfsgerechte Regelungen für einen guten Umgang mit Erreichbarkeit gefunden, empfiehlt der iga-Report konkrete Maßnahmen.

### Eckpunkte für einen guten Umgang
(Quelle: )
| Handlungsbedarf feststellen                 | Überblick über Situation im Unternehmen verschaffen. Erreichbarkeit in jedem Fall zum Thema machen.                                   |
| Verankerung in Unternehmenskultur           | Am Anfang steht die Botschaft der obersten Führungsebene: „Wir wollen in unserem Unternehmen wie folgt mit Erreichbarkeit verfahren.“ |
| Leitlinie auf Unternehmensebene             | Verbindliche Rahmen für Gesamtorganisation setzen.                                                                                    |
| Ausgestaltung auf Abteilung- oder Teamebene | Individuelle und bedarfsgerechte Ausgestaltung der Rahmenregelung auf Abteilungs- oder Teamebene                                      |
| Kommunikation über das Thema                | Kommunikation über das Thema im Unternehmen ist entscheidend.                                                                         |
| Zentrale Rolle der Führungskräfte           | Führungskräfte sind wichtig bei der Umsetzung eines guten Umgangs mit Erreichbarkeit.                                                 |
| Schriftliche Fixierung der Vereinbarungen   | Notwendigkeit umstritten. |

### Konkrete Maßnahmen
(Quelle: )
| Kompensation von Erreichbarkeitszeiten            | Verschiedene Möglichkeiten: Gleichsetzung mit Arbeitszeit, Freizeitausgleich oder monetäre Zuschläge. |
| Transparente Regeln für Zeiten der Erreichbarkeit | Erwartungen an die Beschäftigten bezüglich Erreichbarkeit deutlich formulieren.                       |
| Regeln für Zeiten der Nicht-Erreichbarkeit        | Nicht alle Beschäftigten (einer Organisationseinheit) müssen immer gleichzeitig erreichbar sein.      |
| Aufschiebbare Kommunikation verhindern            | Kommunikation außerhalb der Arbeitszeit wenn möglich vermeiden.                                       |
| Ausnahmeregeln                                    | Für heiße Projektphasen oder Notfälle sind Ausnahmeregeln möglich.                                    |
| Vertretungsregelungen                             | Für Urlaub oder den Krankenstand verbindliche Vertreter festlegen.                                    |
| Reaktionszeiten vereinbaren                       | Zeitspanne, innerhalb der reagiert werden muss, verbindlich festlegen.                                |
| E-Mail-Policy                                     | Regeln für Umgang mit E-Mails festlegen.                                                              |
| Technische Lösungen                               | Z.B. durch Serverabstellung außerhalb der Kernarbeitszeiten. Umstrittene Maßnahme.                    |

## Regelungen zur Erreichbarkeit
Kontaktmöglichkeit und deren Beschränkung sind in den meisten Betrieben nicht geregelt. Bestehende Betriebsvereinbarungen gibt es laut Bitkom nur in 6 % aller Unternehmen (Stand: 2013). Öffentlich bekannte Initiativen zur Begrenzung erweiterter Erreichbarkeiten gibt es nur seitens großer Unternehmen. Bekannte Initiativen lassen sich in die zwei Kategorien der technischen Lösungen und der Verhaltensleitfäden unterteilen.

### Verhaltensleitfäden
Den Verhaltensleitfäden ist gemein, dass Arbeitnehmer außerhalb von Krisensituationen nicht verpflichtet sind, berufliche E-Mails und Telefonate in ihrer Freizeit zu beantworten.
- Die konzerninterne Richtlinie der deutschen Telekom etwa gibt ihren Führungskräften die Empfehlung, auf E-Mail am Feierabend zu verzichten. Mitarbeiter haben zudem die Möglichkeit, Zeiten anzugeben, in denen sie nicht erreichbar sind.
- Mitarbeiter der BMW können mit ihren Vorgesetzten Zeiten vereinbaren, in ausschließlich welchen sie auch zu Hause erreichbar sind. BMW schult seine Führungskräfte dahingehend, dass diese auf ihre Fürsorgepflicht gegenüber Arbeitnehmern aufgeklärt werden. Arbeitnehmer werden über die Wichtigkeit von regelmäßigem Abschalten von der Arbeit aufgeklärt. Mobilararbeitszeit, also Arbeit seitens Dienstnehmern, die außerhalb ihrer Kernarbeitszeit bewältigt wird, werden in Arbeitszeitkonten erfasst und mit Freizeit abgegolten.
- Von zu Hause aus erbrachte Arbeitszeiten via Laptop oder Smartphone dürfen sich Arbeitnehmer nach vorheriger Absprache mit Vorgesetzten auch bei Audi anrechnen lassen.
- Vereinbarungen zur Erreichbarkeit werden bei der deutschen E.ON den einzelnen Arbeitsteams überlassen.
- Continental schlägt seinen Mitarbeitern vor, Zeiten für Kommunikationspausen selbstständig zu definieren.[31][32]

### Technische Lösungen
- VWs „Verfahrensregulierung zur Vergabe von Smartphones“ bestimmt, dass dreißig Minuten nach Ende einer Gleitzeit und vor neuerlichem Beginn des Arbeitstages die E-Mail-Funktion von dienstlichen Smartphones abgeschaltet wird. Anrufe werden hingegen weiterhin durchgestellt. Diese Regelung betrifft jedoch nur Tarifbeschäftigte. Führungskräfte sind davon ausgenommen.
- Bei Daimler werden, wenn erwünscht, berufliche E-Mails während Urlaubszeiten automatisch gelöscht. Der Absender erhält dabei gleichzeitig eine Abwesenheitsnotiz des Angestellten mit Kontaktdaten zur jeweiligen Vertretung.[33][32]

### Berichte (Auswahl)
- DGB-Index Gute Arbeit: Arbeitsgesetze, Arbeitsintensivierung, Entgrenzung. So beurteilen die Beschäftigten die Lage. Berlin 2012.
- DAK-Gesundheit: DAK Gesundheitsreport 2013. Hamburg 2013.
- Initiative Gesundheit und Arbeit: iga-Report 23. Auswirkungen von ständiger Erreichbarkeit Präventionsmöglichkeiten. Berlin 2013.

### Ständige Erreichbarkeit im Beruf
- Barbara Pangert, Nina Pauls, Heinz Schüpbach: Die Auswirkungen arbeitsbezogener erweiterter Erreichbarkeit auf Life-Domain-Balance und Gesundheit. 2. vollständig überarbeitete und ergänzte Auflage. Bundesanstalt für Arbeitsschutz und Arbeitsmedizin (BAuA), Dortmund/Berlin/Dresden 2016,  ISBN 978-3-88261-201-1
- Natalie Maier: Erweiterte berufsbezogene Erreichbarkeit. Lösungsvorschläge zum Gesundheits- und Persönlichkeitsschutz. Springer Vieweg, Wiesbaden 2019, ISBN 978-3-658-23469-0
- Hannes Strobel: Erreichbarkeit im Arbeitsleben. Aushandlungsprozesse in der Automobilindustrie. Springer VS, Wiesbaden 2019, ISBN 978-3-658-23978-7